# Andrena perpunctata
Andrena perpunctata är en biart som beskrevs av Laberge 1967. Andrena perpunctata ingår i släktet sandbin, och familjen grävbin. Inga underarter finns listade i Catalogue of Life.